# Dactylorhiza maculata
La concordia (Dactylorhiza maculata (L.) Soó, 1962) è una pianta erbacea appartenente alla famiglia delle Orchidacee.

## Etimologia
Il nome generico (dactylorhiza) è formato da due parole greche: “dito” e “radice” e si riferisce ai suoi tuberi suddivisi in diversi tubercoli (tuberi a forma digito-palmata). L'epiteto specifico (maculata) fa riferimento alle foglie macchiate.

Il binomio scientifico di questa pianta inizialmente era Orchis maculata, proposto dal botanico e naturalista svedese Carl von Linné (1707 - 1778) in una pubblicazione del 1753, modificato successivamente in quello attualmente accettato (Dactylorhiza maculata), proposto dal botanico ungherese Károly Rezső Soó (1903 – 1980) nel 1962.

In lingua tedesca questa pianta si chiama Geflecktes Knabenkraut; in francese si chiama Orchis tacheté; in inglese si chiama Spotted-orchid.

## Descrizione

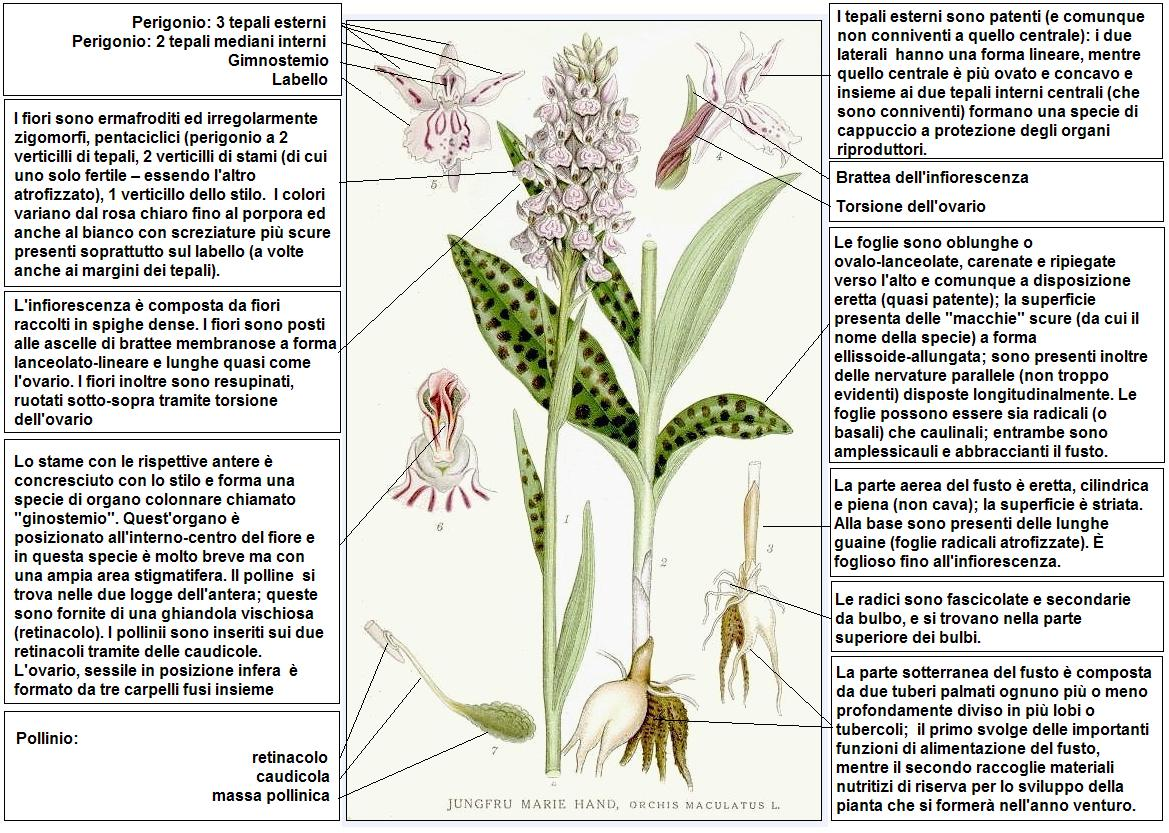
Descrizione delle parti della pianta

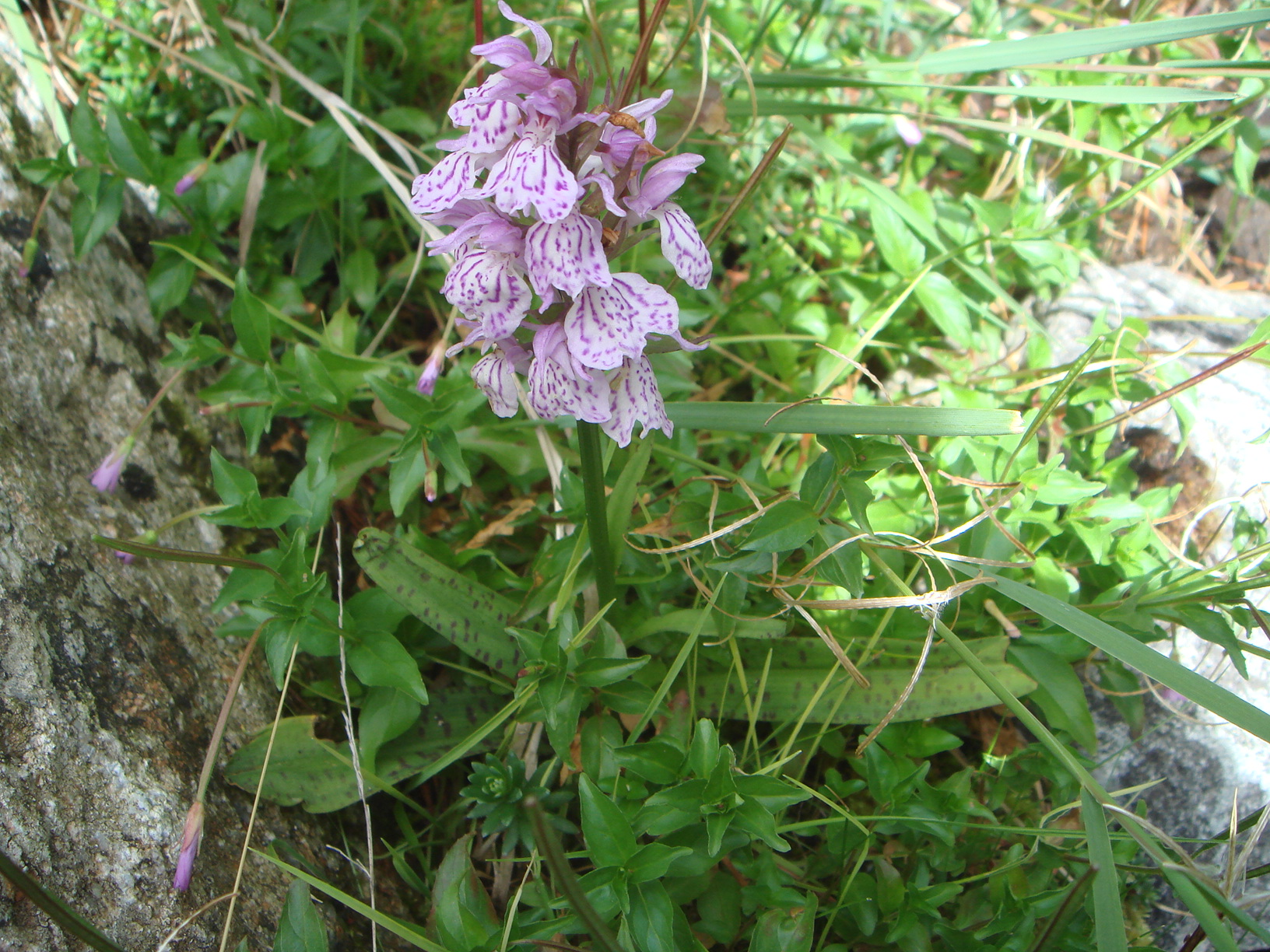
Il portamento

Questa pianta, fondamentalmente glabra, è alta da 15 a 45 cm (massimo 70 cm). La forma biologica è geofita bulbosa (G bulb), ossia sono piante perenni erbacee che portano le gemme in posizione sotterranea. Durante la stagione avversa non presentano organi aerei e le gemme si trovano in organi sotterranei chiamati bulbi o tuberi, organi di riserva che annualmente producono nuovi fusti, foglie e fiori. È un'orchidea terrestre in quanto contrariamente ad altre specie, non è “epifita”, ossia non vive a spese di altri vegetali di maggiori proporzioni

### Radici
Le radici sono fascicolate e secondarie da bulbo, e si trovano nella parte superiore dei bulbi.

### Fusto
- Parte ipogea: la parte sotterranea del fusto è composta da due tuberi palmati ognuno più o meno profondamente diviso in più lobi o tubercoli (caratteristica peculiare del genere Dactylorhiza); il primo svolge delle importanti funzioni di alimentazione del fusto, mentre il secondo raccoglie materiali nutritizi di riserva per lo sviluppo della pianta che si formerà nell'anno venturo.
- Parte epigea: la parte aerea del fusto è eretta, cilindrica e piena (non cava); la superficie è striata. Alla base sono presenti delle lunghe guaine (foglie radicali atrofizzate). È fogliosa fino all'infiorescenza. Nella parte alta può essere arrossata.

### Foglie

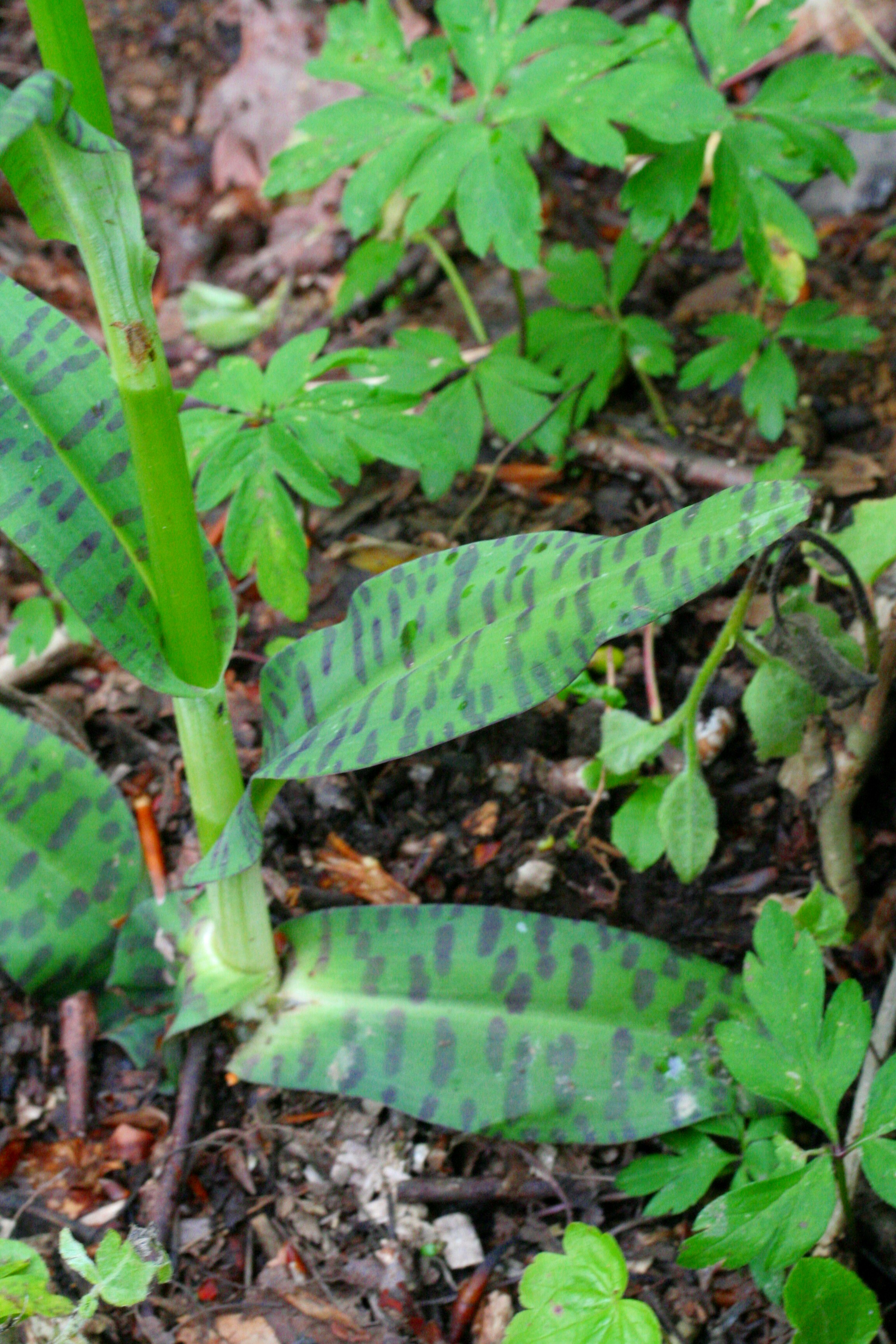
Foglie basali Località: Val Piana, Limana (BL), 850 m s.l.m. - 25/05/2008
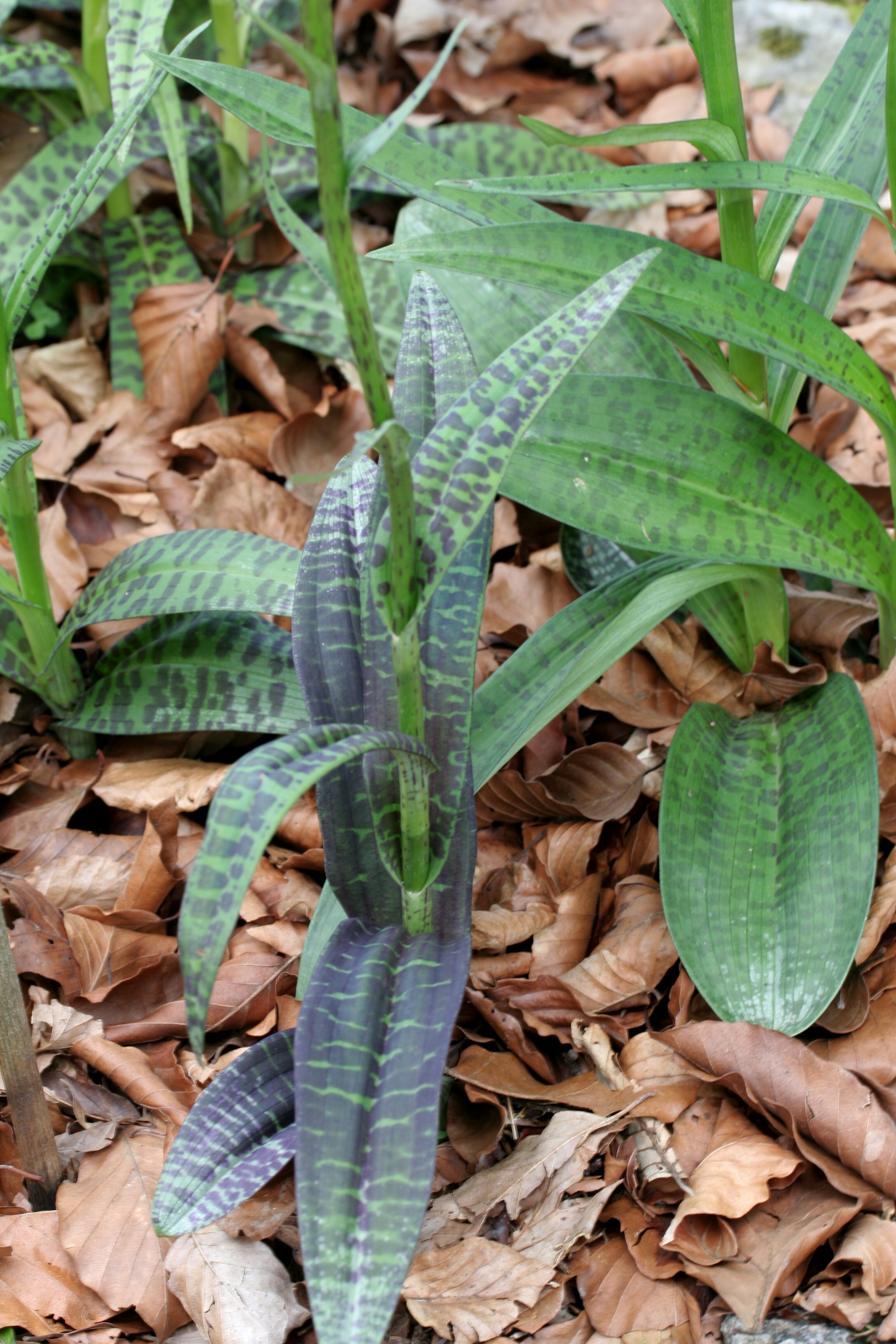
Località: Giardino Botanico Alpino "Giangio Lorenzoni", Pian Cansiglio, Tambre d'Alpago (BL), 1000 m s.l.m. - 08/06/2008
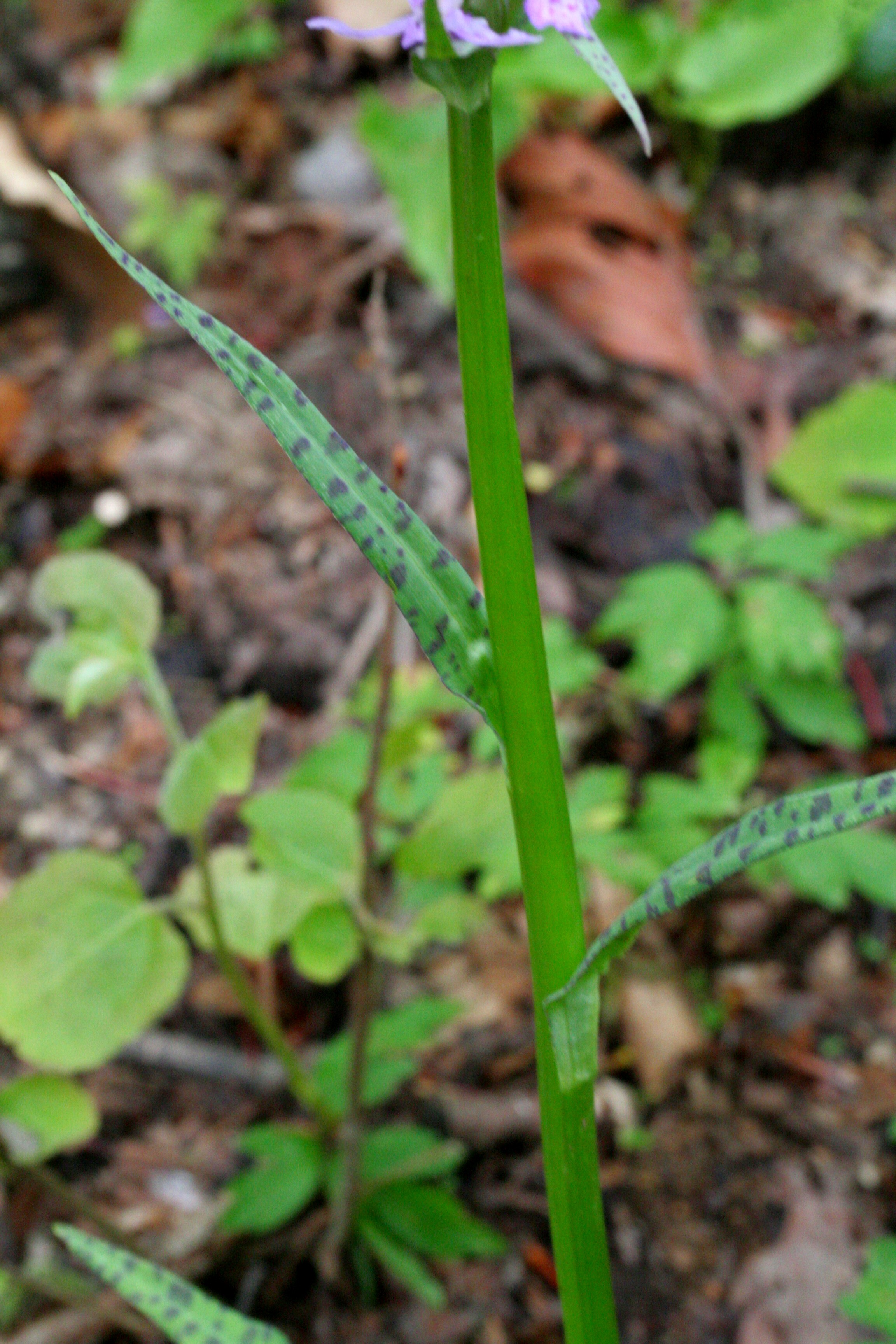
Foglie cauline Località: Val Piana, Limana (BL), 850 m s.l.m. - 25/05/2008
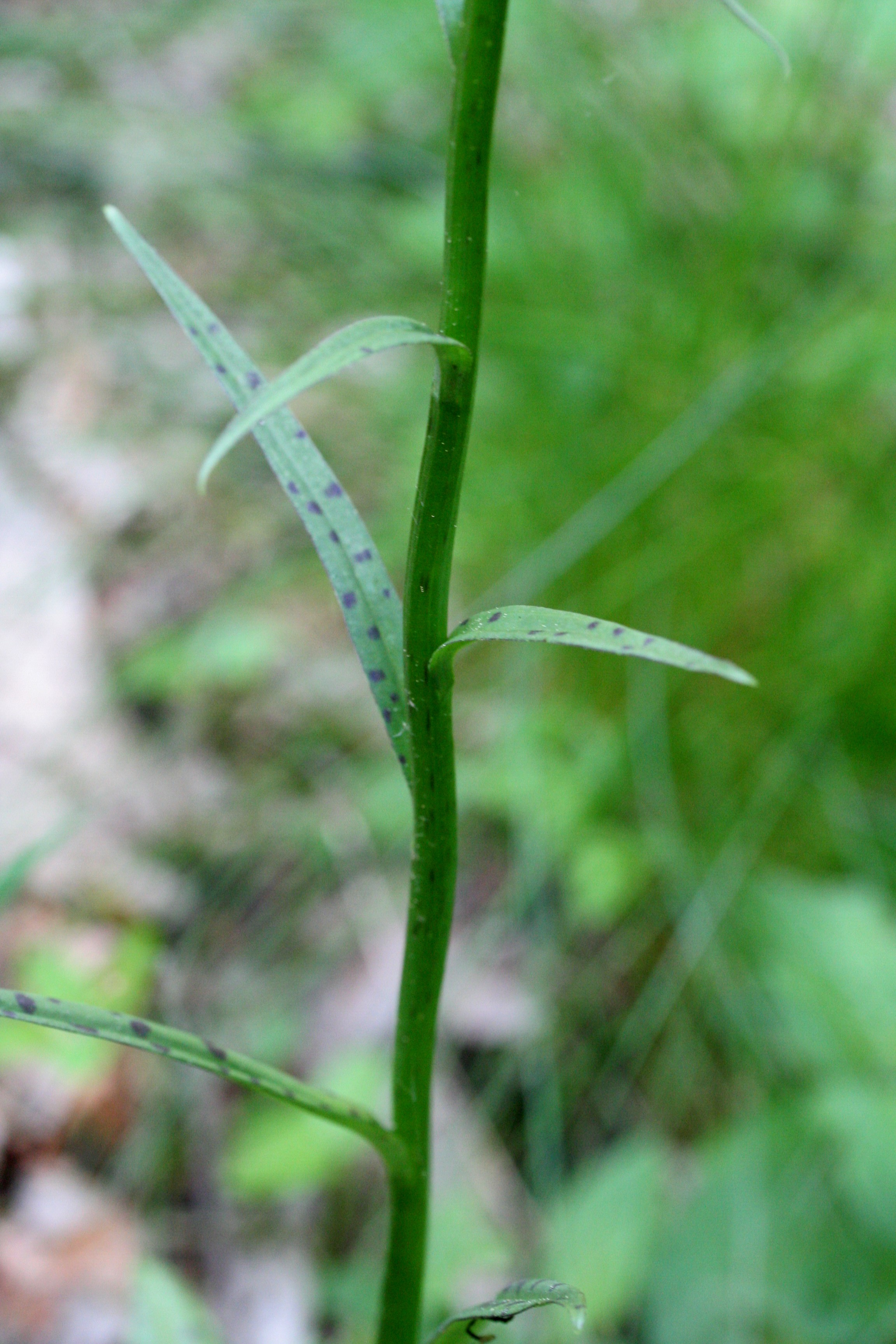
Località: Melere, Trichiana (BL), 843 m s.l.m. - 23/05/2009

Le foglie sono oblunghe o ovalo-lanceolate, carenate e ripiegate verso l'alto e comunque a disposizione eretta (quasi patente); la superficie presenta delle "macchie" scure (da cui il nome della specie) a forma ellissoide-allungata; in alcuni casi le macchie si infittiscono fino a sovrapporsi; sono presenti inoltre delle nervature parallele (non troppo evidenti) disposte longitudinalmente. Le foglie possono essere sia radicali (o basali) che caulinari; entrambe sono amplessicauli e abbraccianti il fusto.
- Foglie basali: quella basali sono più ovali o lineari-spatolate.
- Foglie cauline: quelle cauline sono più lanceolate e lesiniformi e progressivamente più ristrette.

### Infiorescenza

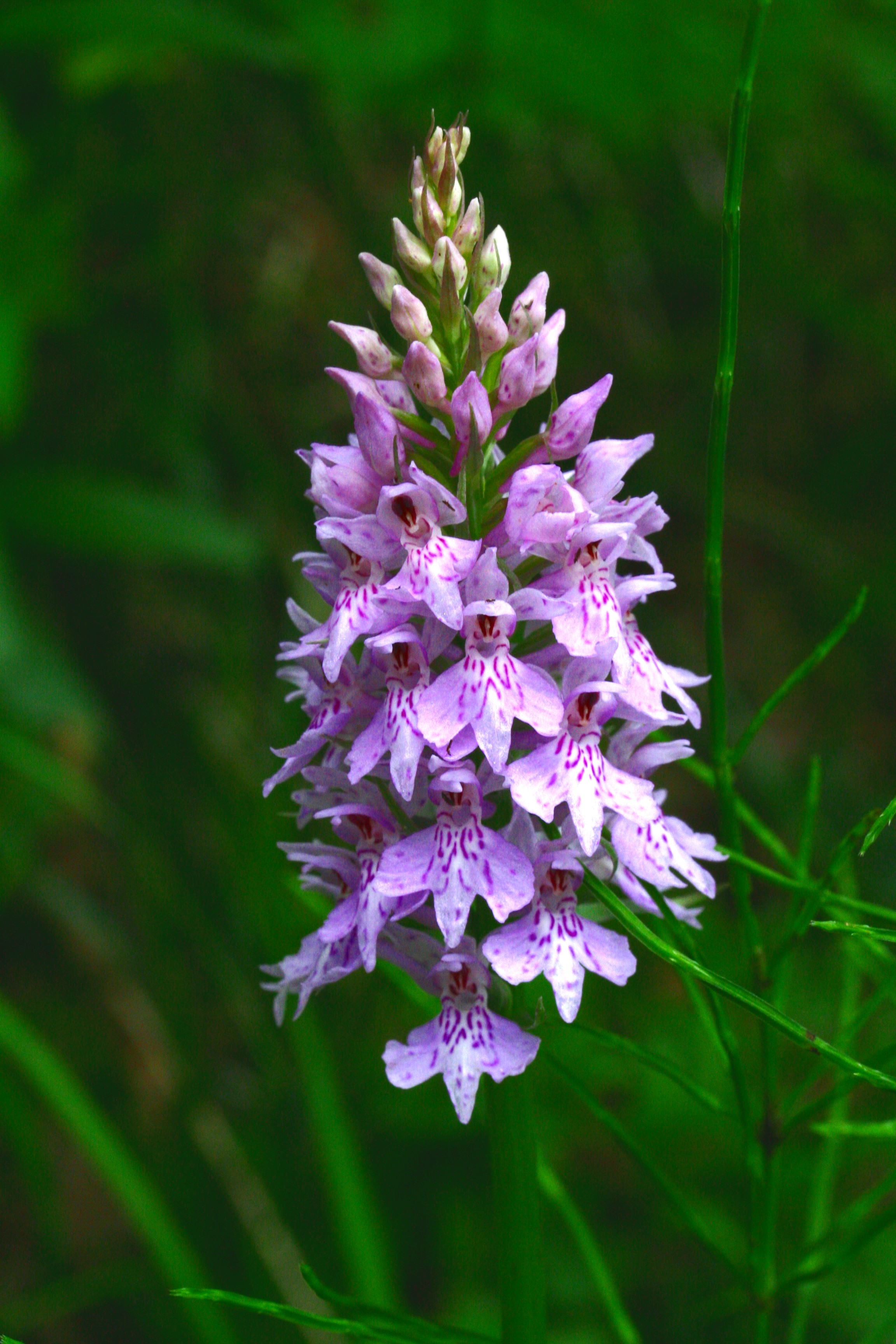
Infiorescenza (fase iniziale) Località: Val Piana, Limana (BL), 850 m s.l.m. - 08/06/2007
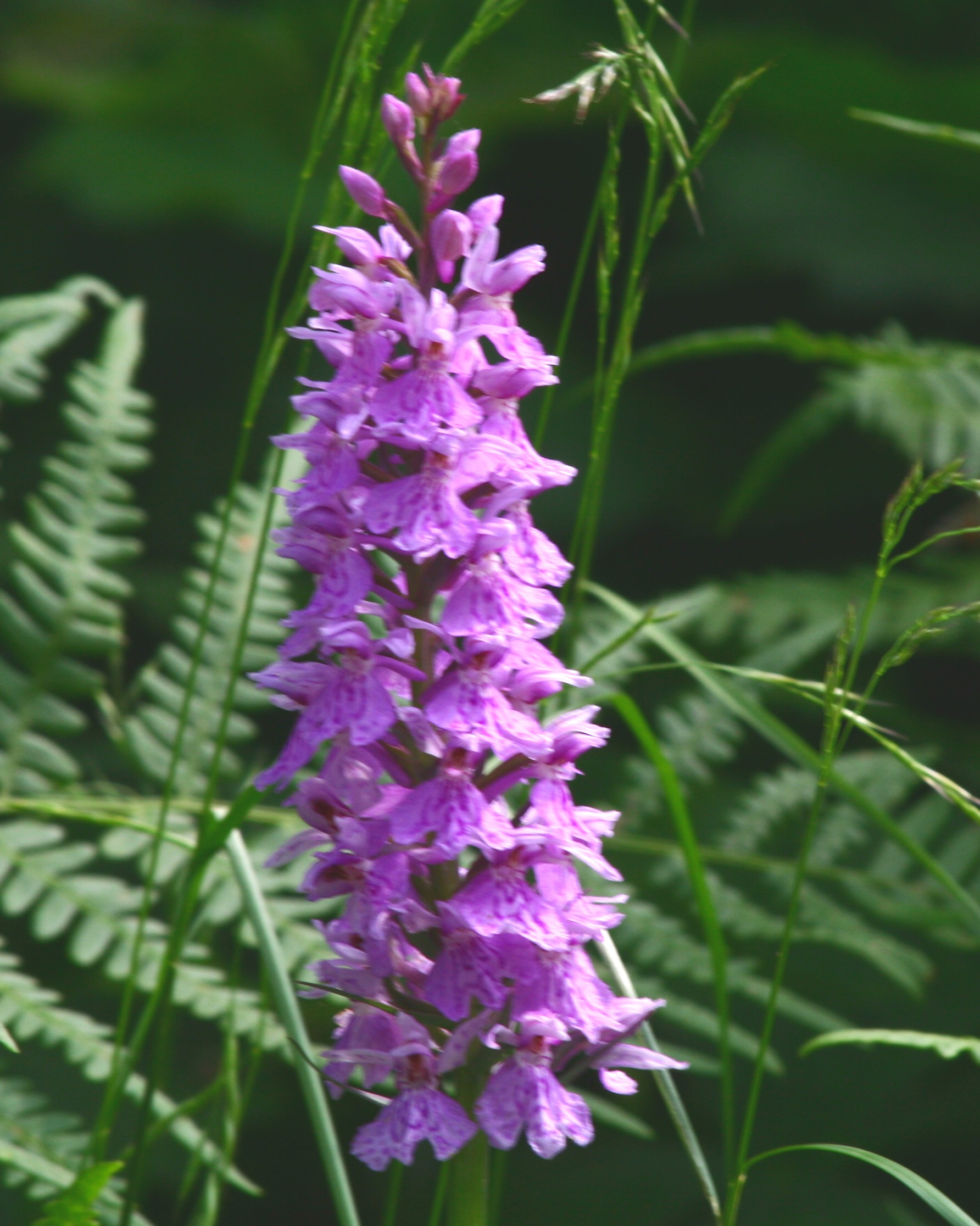
Infiorescenza (completa) Località: Val Piana, Limana (BL), 850 m s.l.m. - 08/06/2007

L'infiorescenza è composta da fiori raccolti in dense spighe. Nella prima fioritura la forma dell'infiorescenza è conica, poi a fine fioritura si stabilizza in una forma più cilindrica. I fiori sono posti alle ascelle di brattee membranose a forma lanceolato-lineare e lunghe quasi come l'ovario (possono presentarsi rosseggianti all'apice). I fiori inoltre sono resupinati, ruotati sottosopra tramite torsione dell'ovario; in questo caso il labello è volto in basso. Lunghezza dell'infiorescenza: 5 – 15 cm.

### Fiore

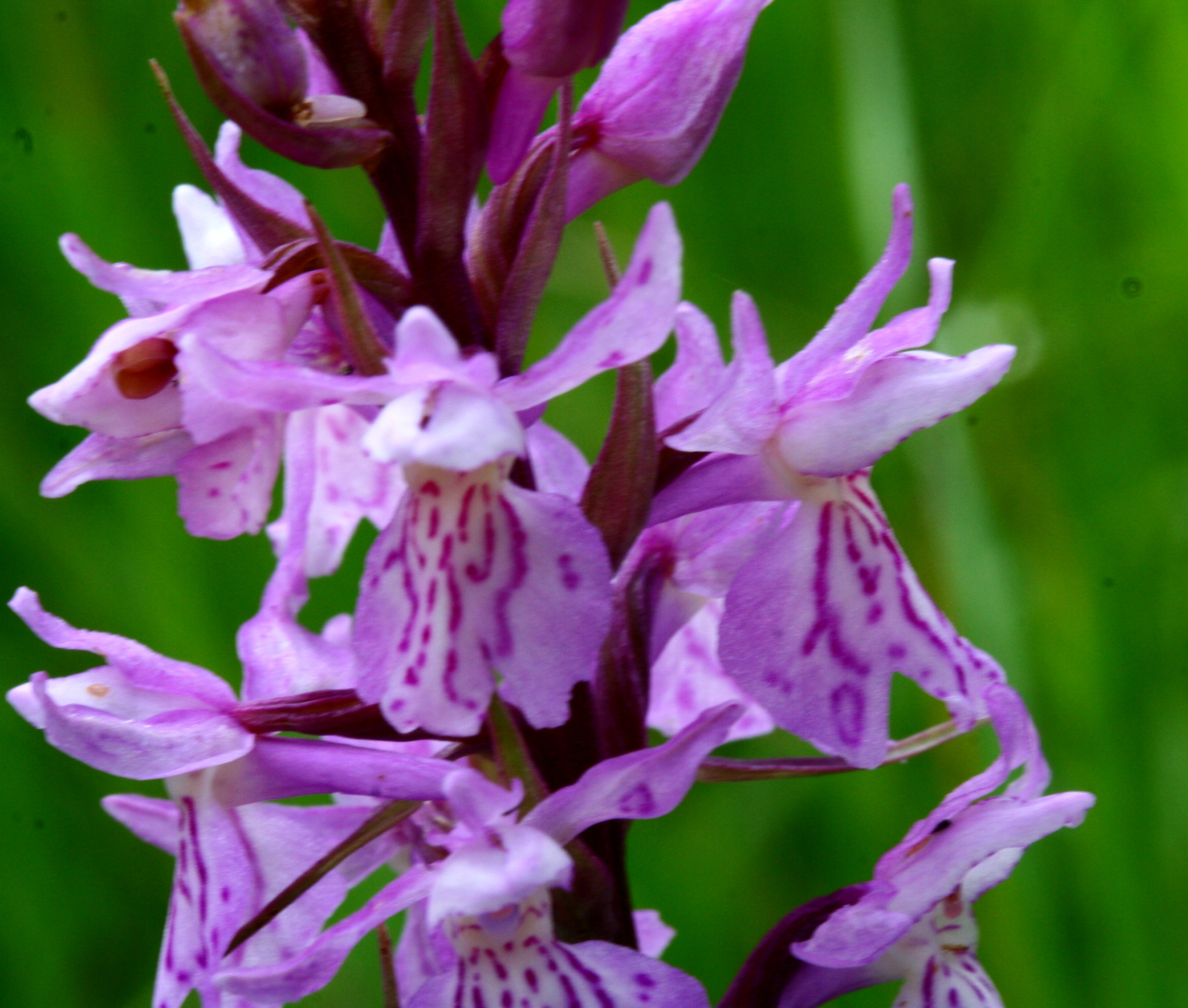
I fiori Località: Val Piana, Limana (BL), 850 m s.l.m. - 02/06/2007
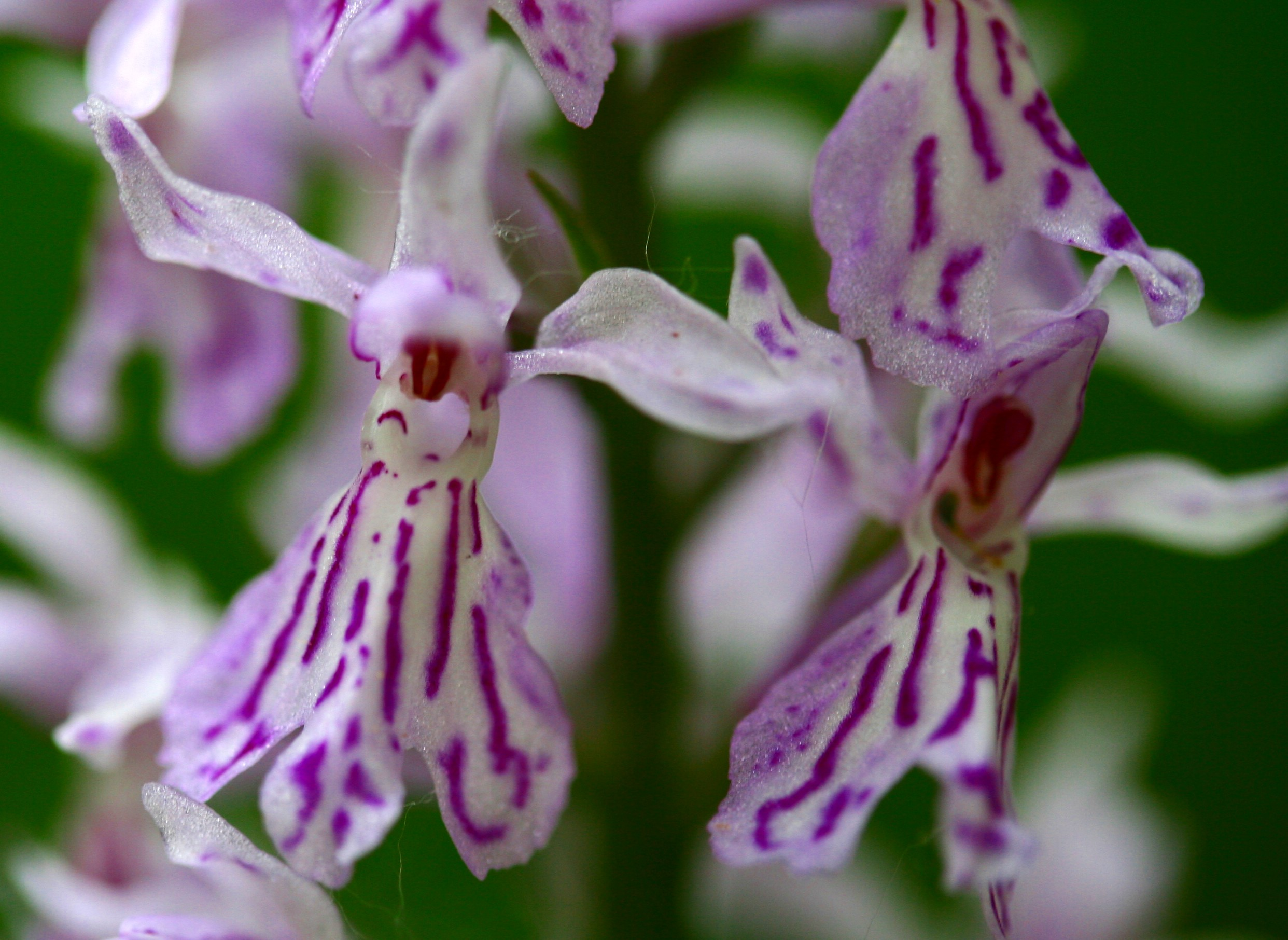
Località: Pellegai, Mel (BL), 503 m s.l.m. - 17/05/2007
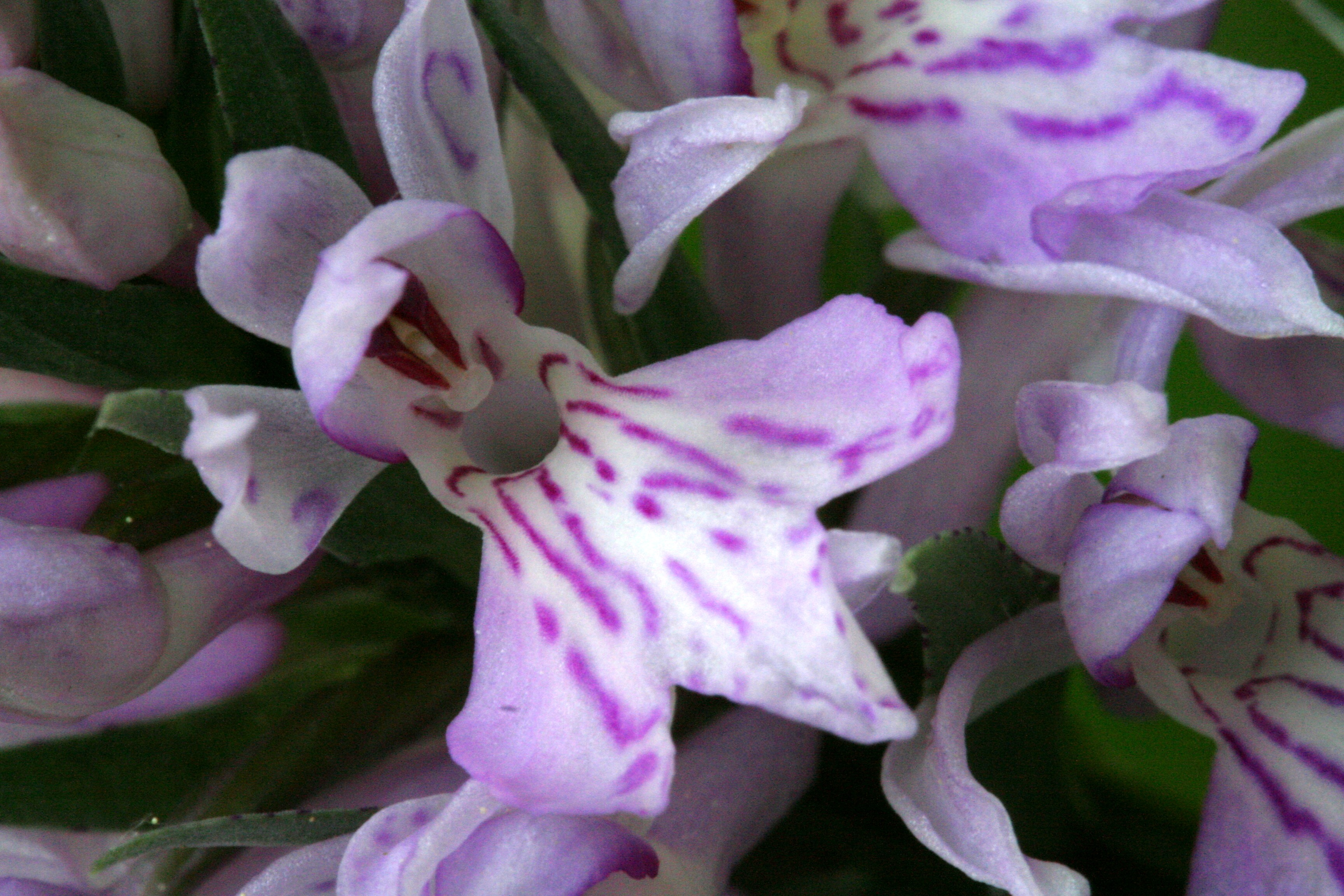
Località: Melere, Trichiana (BL), 843 m s.l.m. - 23/05/2009

I fiori sono ermafroditi ed irregolarmente zigomorfi, pentaciclici (perigonio a 2 verticilli di tepali, 2 verticilli di stami (di cui uno solo fertile – essendo l'altro atrofizzato), 1 verticillo dello stilo). I colori variano dal rosa chiaro fino al porpora ed anche al bianco con screziature più scure presenti soprattutto sul labello (a volte anche ai margini dei tepali). Dimensione del fiore: 10 – 15 mm.
- Formula fiorale: per queste piante viene indicata la seguente formula fiorale:

P 3+3, [A 1, G (3)]
- Perigonio: il perigonio è composto da 2 verticilli con 3 tepali (o segmenti) ciascuno (3 interni e 3 esterni). I tepali esterni sono patenti (e comunque non conniventi a quello centrale – come invece nel genere affine Orchis): i due laterali hanno una forma lineare, mentre quello centrale è più ovato e concavo e insieme ai due tepali interni centrali (che sono conniventi) formano una specie di cappuccio a protezione degli organi riproduttori. Dei tre tepali interni quello mediano (chiamato labello) è molto diverso dagli altri. Dimensione dei tepali esterni laterali: larghezza 2 mm; lunghezza 10 mm.
- Labello: il labello (semplice – non formato da due parti distinte), brevemente saldato al ginostemio, è trilobo (non in modo molto evidente) ed è lievemente più largo che lungo; i tre lobi sono quasi uguali (quello mediano è lievemente più stretto e più lungo degli altri due); il margine dei lobi può essere lievemente sfrangiato. Sul retro, alla base, il labello è prolungato in uno sperone cilindrico, lungo ma comunque più breve dell'ovario (mediamente arriva a ¾ dell'ovario) e a portamento discendente. La superficie del labello è percorsa da macchie colorate più scure alcune con un caratteristico andamento filiforme tipico di queste orchidee. Dimensione del labello: larghezza 11 mm; lunghezza 8 mm.
- Ginostemio: lo stame con le rispettive antere (in realtà si tratta di una sola antera fertile biloculare – a due logge) è concresciuto con lo stilo e forma una specie di organo colonnare chiamato "ginostemio"[5]. Quest'organo è posizionato all'interno-centro del fiore e in questa specie è molto breve ma con una ampia area stigmatifera. Il polline ha una consistenza gelatinosa; e si trova nelle due logge dell'antera, queste sono fornite di una ghiandola vischiosa (chiamata retinacolo). I pollinii sono inseriti sui due retinacoli tramite delle caudicole, mentre i retinacoli sono protetti da un'unica borsicola rostellare (a forma di coppa). L'ovario, sessile in posizione infera è formato da tre carpelli fusi insieme[3].
- Fioritura: fiorisce da maggio a luglio.

### Frutti
Il frutto è una capsula. Al suo interno sono contenuti numerosi minutissimi semi piatti. Questi semi sono privi di endosperma e gli embrioni contenuti in essi sono poco differenziati in quanto formati da poche cellule. Queste piante vivono in stretta simbiosi con micorrize endotrofiche, questo significa che i semi possono svilupparsi solamente dopo essere infettati dalle spore di funghi micorrizici (infestazione di ife fungine). Questo meccanismo è necessario in quanto i semi da soli hanno poche sostanze di riserva per una germinazione in proprio.

## Biologia
La riproduzione di questa pianta può avvenire in due modi: 
- per via sessuata grazie all'impollinazione degli insetti pronubi, specialmente bombi. Questi posandosi sul labello per raggiungere con la proboscide il nettare contenuto nel fondo dello sperone, si agitano e si sfregano contro il ginostemio (posto in questo momento sopra il loro corpo) che vibrando rilascia del polline che va a posarsi sulle pari pelose dell'insetto. Quando lo stesso insetto si posa su un'altra orchidea parte di questo polline rimane attaccato al retinacolo (posto nella zona centrale del ginostemio) per merito della sostanza vischiosa presente sulla sua superficie. È avvenuto così il trasferimento del polline da un fiore all'altro. A questo punto lo stigma (parte inferiore del ginostemio) rimane impollinato, si sviluppa quindi un budello pollinico che entrando nell'ovario feconderà l'ovulo[2]. La germinazione dei semi è condizionata dalla presenza di funghi specifici (i semi sono privi di albume – vedi sopra).
- per via vegetativa in quanto uno dei due bulbi possiede la funzione vegetativa per cui può emettere gemme avventizie capaci di generare nuovi individui (l'altro bulbo generalmente è di riserva).

## Distribuzione e habitat
- Geoelemento: il tipo corologico (area di origine) è Eurosiberiano - Paleotemperato.
- Distribuzione: questa specie è presente comunemente su tutto il territorio italiano (è dubbia la presenza in Sardegna). Sui rilievi europei è ovunque presente (manca solamente sui Monti Balcani). È diffusa anche in Asia settentrionale.
- Habitat: predilige luoghi soleggiati in pianura o collina; si può trovare nei prati lievemente umidi, ma anche nel sottobosco di boschi radi ed aridi, in zone a cespuglieti, presso i bordi di ruscelli. Il substrato preferito è sia calcareo che siliceo con pH neutro, con basso valore nutrizionale del terreno che deve essere mediamente umido. In particolare per questa specie si individua una lieve preferenza per terreni acidofili e igrofili.
- Distribuzione altudinale: sui rilievi queste piante si possono trovare fino a 2200 m s.l.m.; frequentano quindi i seguenti piani vegetazionali: collinare, montano, subalpino e in parte alpino.

### Fitosociologia
Dal punto di vista fitosociologico la specie di questa voce appartiene alla seguente comunità vegetale:
Formazione: delle comunità delle paludi e delle sorgenti
Classe: Scheuchzerio-Caricetea

## Tassonomia
All'interno del genere Dactylorhiza l'orchidea di questa voce fa parte della sezione Maculatae caratterizzata dall'avere dei tuberi profondamente divisi in diversi tubercoli e lo sperone del labello più breve dell'ovario (nell'altra sezione Sambucinae i tuberi sono divisi solamente all'apice e lo sperone è più lungo dell'ovario).
Il numero cromosomico di D. maculata è: 2n = 40,60,80 (forma tetraploide).

### Variabilità
Dactylorhiza maculata subsp. maculata (L.) Soó fa parte del gruppo Goup of Dactylorhiza maculata (L.) Soó (gli altri componenti di questo gruppo sono la subsp. fuchsii e la subsp. saccifera; un'altra dozzina di entità fanno parte del gruppo, ma non interessano la flora spontanea italiana). La struttura interna di questo gruppo è ancora in via di definizione e non trova concordi i vari specialisti del settore. La causa principale di queste difficoltà è dovuta alla facilità di ibridazione tra le varie entità, ma anche a fenomeni di introgressione: si fissano così in una data area delle popolazioni con caratteri intermedi. Anche i vari areali sono di difficile delimitazione. Ad esempio passando dalle Alpi occidentali a substrato siliceo a quelle orientali a substrato calcareo non si rileva una chiara soluzione di continuità tra i vari gruppi, rendendone difficile l'individuazione e/o la separazione. Un altro motivo deriva dalla capacità di queste piante di adattarsi velocemente e facilmente ad ambienti diversi e substrati diversi.
I caratteri comuni al gruppo possono essere così riassunti:
- il fusto è sottile ma pieno;
- la faccia superiore delle foglie è quasi sempre maculata;
- l'infiorescenza (mediamente densa) si presenta dapprima conica e alla fine cilindrica;
- i tepali esterni laterali sono patenti e diretti all'infuori;
- il labello si presenta con un particolare e caratteristico disegno a linee e punti.

#### Sottospecie
Sono note le seguenti sottospecie:
- Dactylorhiza maculata subsp. maculata (L.) Soó - sottospecie nominale
- Dactylorhiza maculata subsp. battandieri (Raynaud) H.Baumann & Künkele
- Dactylorhiza maculata subsp. caramulensis Verm.
- Dactylorhiza maculata subsp. elodes (Griseb.) Soó
- Dactylorhiza maculata subsp. ericetorum (E.F.Linton) P.F.Hunt & Summerh.
- Dactylorhiza maculata subsp. islandica (Á.Löve & D.Löve) Soó
- Dactylorhiza maculata subsp. podesta (Landwehr) Kreutz in C.A.J.Kreutz & H.Dekker
- Dactylorhiza maculata subsp. savogiensis (D.Tyteca & Gathoye) Kreutz
- Dactylorhiza maculata subsp. transsilvanica (Schur) Soó

Le sottospecie Dactylorhiza maculata subsp. fuchsii (Druce) Hylander e Dactylorhiza maculata subsp. saccifera sono state elevate al rango di specie (rispettivamente Dactylorhiza fuchsii (Druce) Soó e Dactylorhiza saccifera (Brongn.) Soó).

### Ibridi
L'orchidea Dactylorhiza maculata oltre ad ibridarsi con altre specie dello stesso genere, si ibrida facilmente anche con specie di generi diversi (ibridazione intergenerica). L'elenco che segue indica alcuni di questi ibridi intergenerici (questi ibridi non sempre sono riconosciuti da tutti i botanici):
- ×Dactylitella tourensis (Godfery) Janchen in Soó & Borsos (1966) – Ibrido con Nigritella nigra subsp. rhellicani
- ×Dactylocamptis weberi Soó & Borsos (1966) – Ibrido con Anacamptis pyramidalis
- ×Dactylodenia legrandiana (E.G. & A. Camus) E. Peitz (1972) – Ibrido con Gymnadenia conopsea
- ×Dactylodenia regeliana (Brügger) E. Peitz (1972) – Ibrido con Gymnadenia odoratissima
- ×Dactyloglossum conigerum (Norman) Rauschert (1973) – Ibrido con Coeloglossum viride

### Sinonimi
La specie di questa voce ha avuto nel tempo diverse nomenclature. L'elenco che segue indica alcuni tra i sinonimi più frequenti:
- Dactylorchis maculata (L.) Verm., 1947
- Orchis maculata L., 1753 (basionimo)
- Orchis cornubiensis Pugsley

### Specie simili
Una specie molto simile a quella di questa voce è la Dactylorhiza majalis (Rchb.) P.F.Hunt & Summerh.; si distingue per i seguenti caratteri: le macchie delle foglie sono meno allungate, le brattee dell'infiorescenza sono più lunghe e quelle inferiori travalicano l'infiorescenza stessa, quest'ultima tende ad essere meno cilindrica (un po' più globosa), il fusto è cavo (e non pieno), le foglie sono leggermente più grandi. La Dactylorhiza maculata può essere confusa anche con Dactylorhiza incarnata (L.) Soó o con la Dactylorhiza traunsteineri (Saut. ex Rchb.) Soó, ma queste due orchidee sono più rare e inoltre la prima ha non ha le foglie maculate, mentre la seconda ha un portamento decisamente più gracile ed esile.

## Usi

### Farmacia
- Sostanze presenti: nei tuberi essiccati si può trovare tra l'altro 5% di albume, 48% di sostanze mucillaginose e 25% di amido[12].
- Proprietà curative: nella medicina popolare con i tuberi di queste piante si preparano dei decotti che sembrano avare proprietà anticatarrali, emollienti (risolve uno stato infiammatorio) e nutritive. In alcune zone una farina ottenuta dai tuberi viene usata come dieta per i bambini convalescenti[13].
- Parti usate: i tuberi.
- azione afrodisiaca, stimola l'appetito sessuale, è un vasodilatatore genitale, stimola l'attività delle gonadi e la secrezione degli ormoni sessuali ed eccita così il sistema nervoso, cura l'impotenza e la frigidità.

### Cucina
In alcune zone del Medio Oriente (Turchia e Iran) con i tuberi si fanno delle minestre. In Grecia i tuberi vengono essiccati e quindi sfarinati. Cuocendo questa farina con miele si prepara una bevanda popolare bevuta soprattutto come prima colazione.

### Giardinaggio
L'uso che attualmente viene fatto di queste piante è nel giardinaggio rustico e alpino.

## Galleria d'immagini

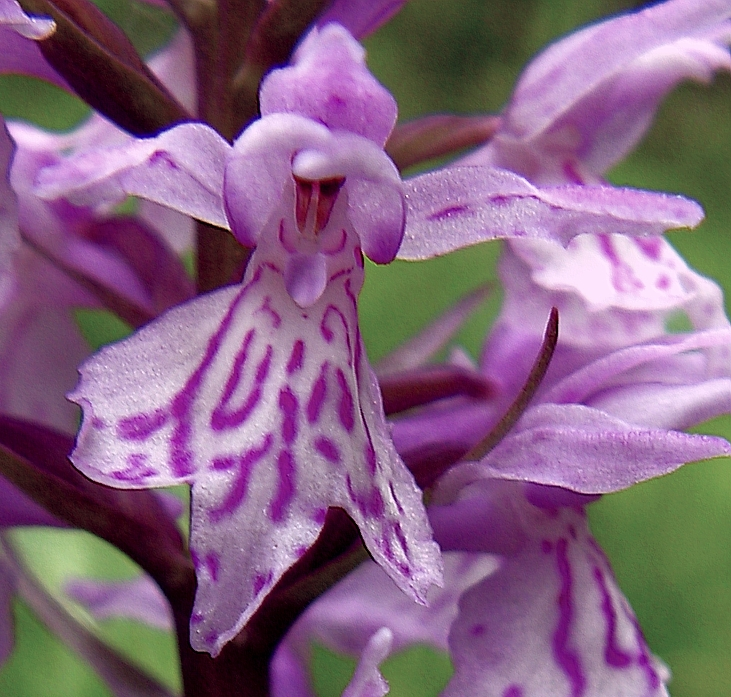
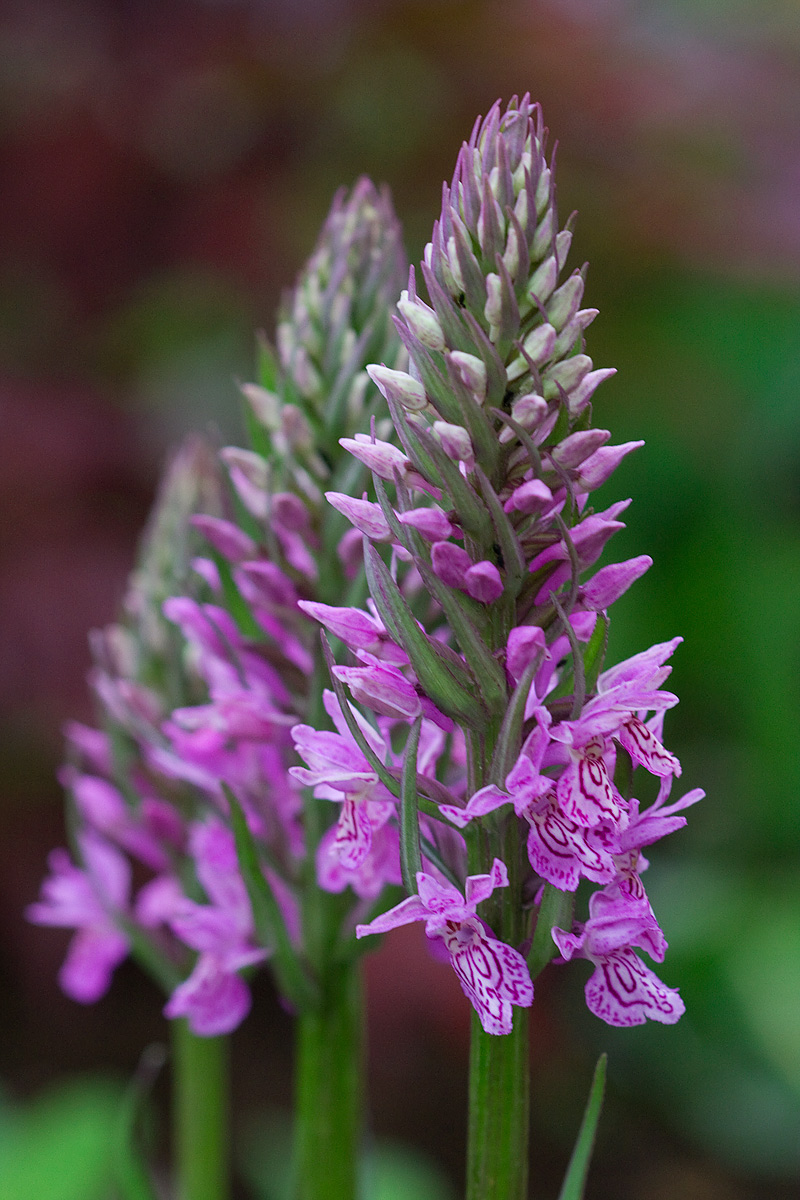
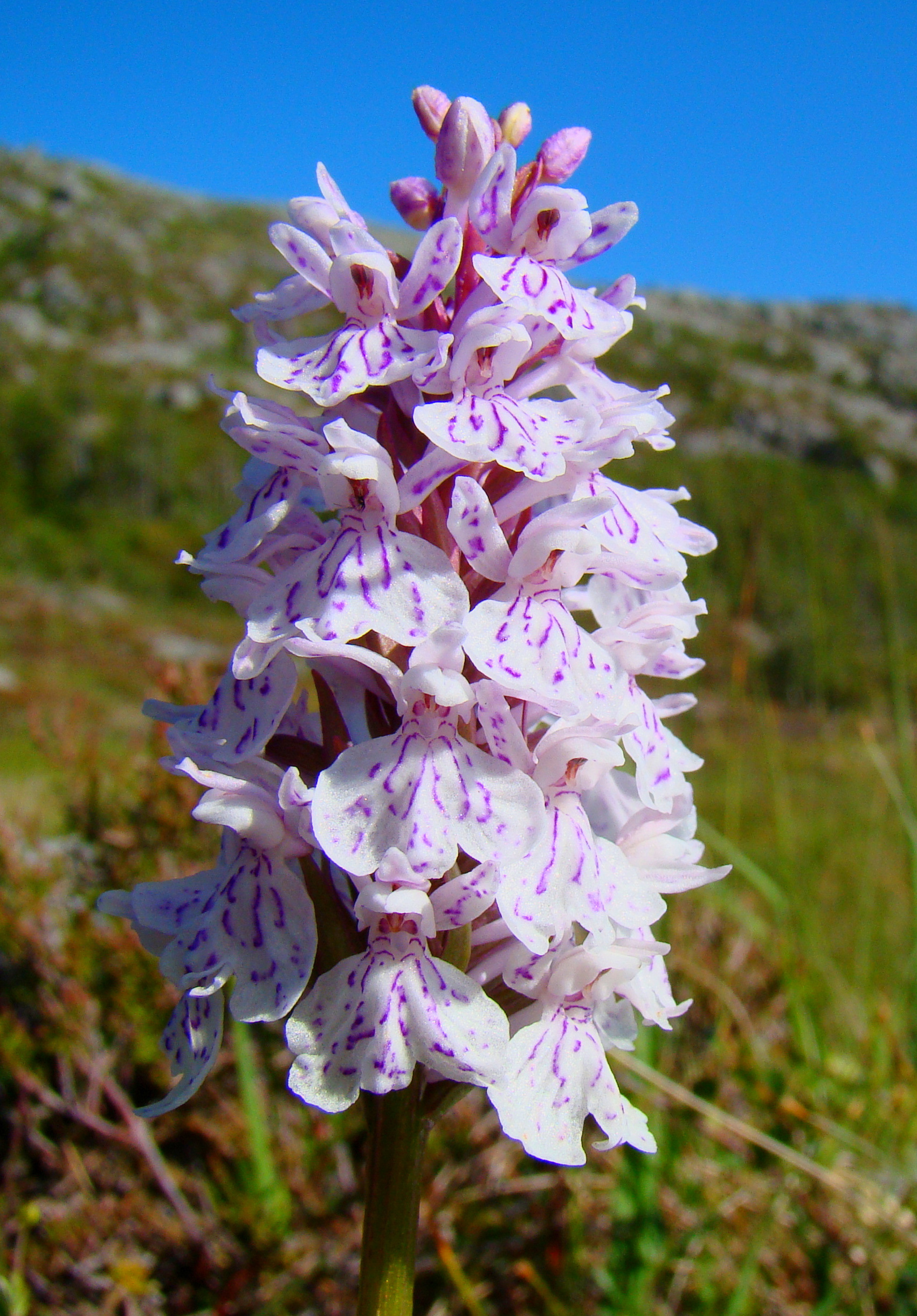
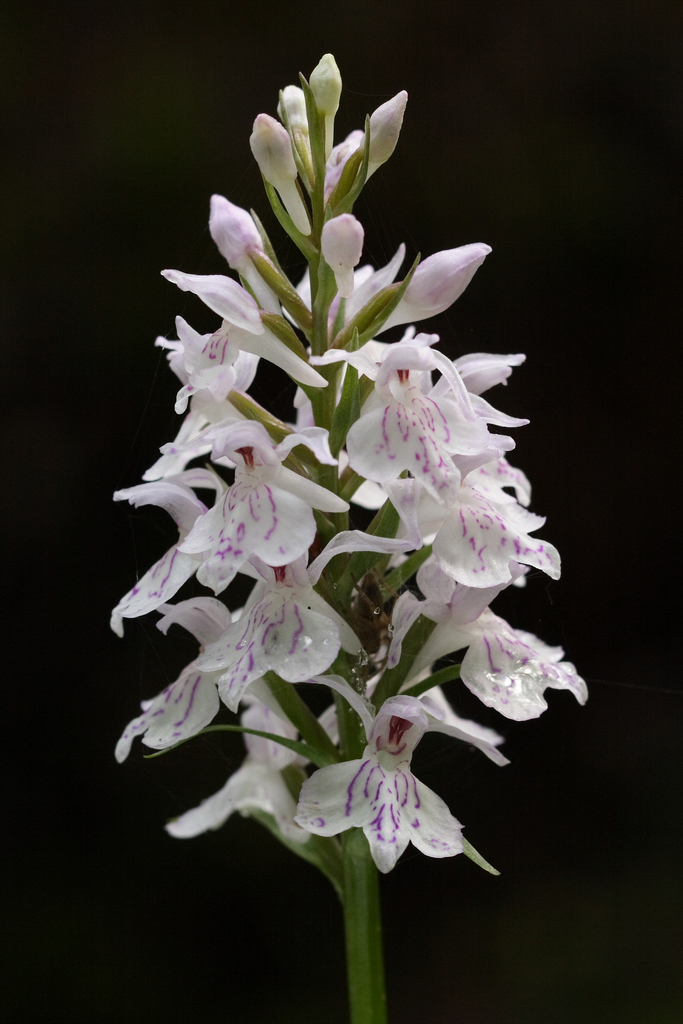
var. alba